# Jacinto do Prado Coelho
Jacinto do Prado Coelho (* 1. September 1920 in Lissabon; † 19. Mai 1984 ebenda) war ein portugiesischer Romanist, Lusitanist und Literaturwissenschaftler.

## Leben und Werk
Coelho, Sohn des Romanisten Antonio Diogo do Prado Coelho (1885–1952), studierte in Lissabon, wurde 1947 promoviert mit der Schrift  Introdução ao Estudo da Novela Camiliana (Coimbra 1946, 1982–1983, Lissabon 2001) und war ab 1953 an der Universität Lissabon Professor für moderne portugiesische Literatur. Ab 1962 war er ordentliches Mitglied der Academia das Ciências de Lisboa, ab 1976 korrespondierendes Mitglied der Academia Brasileira de Letras. Von 1975 bis 1984 gab er die Zeitschrift Colóquio/Letras. Revista de artes e letras heraus. Er war Hauptherausgeber der gesammelten Werke von Camilo Castelo Branco.
Der Jacinto do Prado Coelho-Kritikerpreis (Centro Português da Associação Internacional de Críticos Literários) wurde nach ihm benannt.

## Weitere Werke
- A poesia de Teixeira de Pascoaes. Ensaio e antologia, Coimbra 1945, Porto 1999
- Diversidade e unidade em Fernando Pessoa, Lissabon 1949 (12. Auflage, 2007)
- (Hrsg.) Dicionário das literaturas portuguesa, galega e brasileira, Porto 1957–1960, 1969, 1985, 1990, 2002–2003
- Germes de romantismo num poeta barroco (Pina e Melo), Rio de Janeiro 1959
- Problemâtica da história literária, Lissabon 1961
- (Hrsg. mit Georg Rudolf Lind) Fernando Pessoa, Obras completas. 9. Quadras ao gosto popular, Lissabon 1965
- (Hrsg. mit Georg Rudolf Lind) Fernando Pessoa, Páginas de estética e de teoría e crítica literárias, Lissabon 1966, 1973
- A Letra a o leitor, Lissabon 1969, 1977, Porto 1996
- Ao contrário de Penélope, Lissabon 1976
- A originalidade da literatura portuguesa, Lissabon 1977, 1983, 1992 (französisch, Brüssel 1991)
- Problemática da leitura. Aspectos sociológicos e pedagógicos, Lissabon 1980
- Camões e Pessoa. Poetas da utopia, Mem Martins 1983